# Elena Andreicheva
Elena Andreicheva es una productora y directora de cine de origen ucraniano. En 2020 ganó el Premio Óscar al mejor cortometraje documental y premio BAFTA al mejor cortometraje como productora de Learning to skateboard in a warzone (If you're a girl).

## Trayectoria
Se trasladó al Reino Unido a los 11 años y posteriormente estudió Física en el Imperial College de Londres, donde se licenció y obtuvo un máster en Comunicación Científica. Trabajó en la producción de películas para televisión desde 2006.
Es la productora del documental de 2019 Learning to skateboard in a warzone (If you're a girl) (en español, Aprendiendo a montar en monopatín en una zona de guerra si eres una chica) por el que ganó, junto a Carol Dysinger, el Premio Óscar al mejor cortometraje documental en la 92.ª edición de los Premios Óscar de la Academia de Cine de Estados Unidos, celebrada en 2020. Para acudir a la ceremonia de los Óscar eligió un traje fabricado de forma sostenible y lo relacionó con su trabajo "para hacer frente a la desigualdad y la injusticia".
También fueron galardonadas con el premio al mejor cortometraje de la Asociación Internacional de Documentales IDA en 2019 y con el premio BAFTA al mejor cortometraje británico en 2020. En el Festival de la Ciencia de Atenas en 2021, Andreicheva habló sobre cómo el cine documental puede ayudar a la gente a entender la ciencia y la tecnología.
Fue ayudante de dirección de Rebecca Marshall en The Forest in Me (en español, El bosque en mí), el documental rodado en Siberia que trata sobre una mujer de setenta años, Agafia Lykova, que vive a dos semanas de distancia de la gente más cercana, siendo prácticamente una reclusa de la época de Stalin. También colaboró en la comprobación de los hechos del libro de Nick Rosen How to Live Off-Grid (en español, Cómo vivir sin red).
Al ganar el Óscar, Andreicheva se convirtió en la primera mujer de origen ucraniano desde la independencia del país, reconocida con este galardón.

## Obra
Ha producido trabajos sobre una amplia gama de temas contundentes y de difícil acceso, como el encarcelamiento en 12-Year-Old Lifer, la guerra contra las drogas en Drugs Inc., la trata de personas, mayoritariamente mujeres, en Saving the Cybersex Girls y la oscarizada Learning to skateboard in a warzone (if you're a girl), dirigida por Carol Dysinger. 
Ha dirigido el cortometraje documental Polish Go Home, que analiza la crisis de la inmigración en Gran Bretaña a través de los ojos de una familia polaca. Está desarrollando una serie de largometrajes.